# Kashtariti
Kashtariti (acadio: 𒁹𒁉𒋫𒊑𒌅, romanizado: Kaštaritu; persa antiguo: 𐎧𐏁𐎰𐎼𐎡𐎫, romanizado: Xšaθrita; fl. 670 a. C.) fue un rey del Imperio medo del siglo VII a. C. Se le menciona como «Rey de los medos» en una inscripción fechada en 678 a. C. Se cree que sus tierras estaban ubicadas a lo largo de la frontera nororiental de Asiria. Entre sus posesiones estaba la ciudad de Kār-Kaššî. Kashtariti forjó una alianza con los cimerios, maneanos y escitas contra Asiria.

## Identificación
Se ha sugerido que Kashtariti puede identificarse con el rey medo Fraortes. Algunos estudiosos, sin embargo, niegan tal conexión basándose en evidencia histórica y diferencias lingüísticas en los nombres nativos iraníes de los dos gobernantes. 

## Reinado
Los textos asirios mencionan las incursiones de Kashtariti en Asiria, entonces bajo el liderazgo de Asarhaddón. Los gobernantes asirios solían buscar oráculos para tales ocasiones, invocando a los dioses para evaluar la situación y guiarlos hacia la ayuda. Asarhaddón no era ajeno a esa práctica y con frecuencia recurría a estos oráculos en busca de consejo. Antes de que estos oráculos pudieran tomar decisiones, se sacrificaban animales y luego se interpretaban los augurios en función de las posiciones de los cadáveres. De esta forma, se tomaban decisiones basadas en estos presagios. En este caso, Asarhaddón recurrió a un sacerdote del dios sol, Shamash, en busca de orientación. Tablillas que datan del siglo VII a. C., encontradas principalmente en Nínive, describen múltiples "solicitudes al oráculo" en relación con Kashtariti en particular. Entre las preguntas planteadas a Shamash durante estas solicitudes al oráculo se encontraban si Kashtariti era una amenaza para los asirios y si conquistaría varias ciudades asirias. Kashtariti había pedido ayuda a otro jefe medo, Mamitiarshu, para atacar la ciudad asiria de Kishsassu. Una solicitud de oráculo registrada afirma que Asarhaddón temía la pérdida de la ciudad a manos de los medos. Kashtaritu también planeó una incursión en la ciudad asiria de Kilmân con los maneanos y Saparda.
Está claro que las incursiones de Kashtaritu no fueron un hecho único, ya que Asarhaddón había buscado constantemente oráculos que le ayudaran a afrontar su molesta campaña en territorios asirios. Una petición del oráculo sugiere que Kashtaritu intentó hacer las paces con los asirios. Envió un mensajero a la corte real asiria con la esperanza de firmar un tratado. Asarhaddón le rezó a Shamash, preguntándole si debía aceptar la paz o interrogar al mensajero y matarlo. Una solicitud posterior al oráculo sugiere que nunca se logró la paz. En cambio, los asirios posiblemente organizaron una represalia contra Kashtaritu y sus fuerzas, con la intención de finalmente poner fin a sus ataques. La alianza de Kashtaritu se dividió debido a desacuerdos internos y su campaña en Asiria terminó antes del 673 a. C. Algunas tribus escitas continuaron atacando a Asiria. Otras tribus escitas, bajo el liderazgo de Bartatua, buscaron un matrimonio con la hija de Asarhaddón para crear una alianza y así poner fin a las hostilidades. Otras tribus medas de la alianza de Kashtaritu también establecieron la paz con los asirios.